# Yrjö Hietanen
Yrjö Hietanen (n. 12 iulie 1927, Helsingfors, Finlanda – d. 26 martie 2011, Helsingfors, Finlanda) a fost un canoist ce a reprezentat Finlanda, medaliat olimpic. A participat la 2 ediții ale Jocurilor Olimpice (1952, 1956) în care a câștigat o medalie de aur.